# جيف بروس
جيف بروس (بالإنجليزية: Geoff Bruce)‏ هو متزحلق جبال الألب أمريكي، ولد في 26 يناير 1953 في كورنينغ في الولايات المتحدة.

## وصلات خارجية
- جيف بروس على موقع الاتحاد الدولي للتزلج (التزلج على المنحدرات الثلجية) (الإنجليزية)
- جيف بروس على موقع أوليمبيديا (الإنجليزية)